# 東京水
東京水（とうきょうすい）は、東京都水道局が企画・販売していたペットボトルに詰めた水道水である。安全でおいしい水プロジェクトのPRの一環として販売された。500ミリリットルのペットボトルに浄水処理をした水道水（塩素除去済み）をつめたものである。2021年10月をもって製造販売をすべて終了した。
かつては、都庁本庁舎売店、東京駅一番街・東京みやげセンター、向島百花園内売店、恩賜上野動物園東園食堂、上野恩賜公園パークス上野、東京体育館スポーツ&カフェファースト、東京国際展示場会議棟2階エントランスホールサービスコーナーネイヴルなどで販売されていたほか、通信販売も行っていた。また東村山浄水場で取水された水については、同市内の東村山市民スポーツセンター等でも販売されていた。
なおペットボトル製品の販売終了後も、スマートフォンアプリ「東京都水道局アプリ」や可動型水飲栓「Tokyowater Drinking Station」などにおいて「東京水」のブランド名が継続使用されている。

## 類似商品
- ほんまや・ええやん - 大阪市水道局が販売するペットボトル詰めの水道水。
- 飲む海水 - 福岡市水道局が販売するペットボトル詰めの海水淡水化水道水。
- NEWater（英語版） - シンガポールで販売されている下水処理水を濾過した飲料水。